# Pencader
Pencader è un piccolo villaggio nel Carmarthenshire, in Galles, nella comunità di Llanfihangel-ar-Arth. Si trova a circa 3 miglia (5 km) a sud-est di Llandysul e 6,5 miglia (10 km) a sud-ovest di Llanybydder, nella valle del torrente Gwen, poco prima della confluenza con il fiume Talog, per formare il fiume Tyweli (un affluente del Teifi).
È un villaggio di poco più di 500 case, due negozi, due pub e una chiesa anglicana (St Mary's). Per molti anni, è stata una delle fermate principali della rotta ferroviaria Carmarthen - Aberystwyth, ed è stato l'incrocio per il servizio per Newcastle Emlyn; il tunnel Pencader ha permesso ai servizi di raggiungere Carmarthen via Llanpumsaint. Il declino delle ferrovie ha visto la diramazione di Newcastle Emlyn chiusa nel 1952 e la linea principale chiusa ai passeggeri nel 1965.

## Storia
Una battaglia fu combattuta qui tra Gruffydd ap Llywelyn e Hywel ab Edwin nel 1041; Gruffydd fu il vincitore, e divenne il primo e ultimo Re del Galles.
Pencader è il sito di un vecchio castello, che fu probabilmente eretto da Gilbert de Clare, I conte di Pembroke nel 1145.